# Stefan Buecker

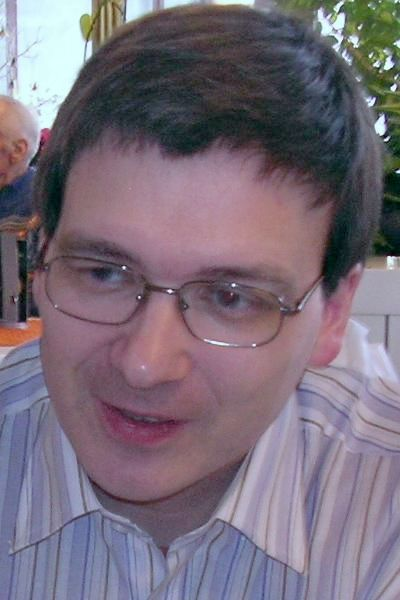
Stefan Buecker in 2010

Stefan Buecker (Münster, 14 juli 1959) is een Duitse schaker met een FIDE-rating van 2340 in 2005 en rating 2295 in 2016. Hij is een FIDE meester (FM). 
Bücker werd in eerste instantie bekend als schaakpublicist. Sinds 1991 was hij  redacteur bij Schach-Report en aldaar vanaf augustus 1993 het hoofd van de dienst voor bovenregionale zaken.  In augustus 1996 volgde hij Günter Lossa op als hoofd van de redactie − luttele maanden later werd  Schach-Report omgevormd tot het tijdschrift Schach.  Aansluitend richtte  Bücker een nieuw tijdschrift op: Kaissiber; hiervan was hij gedurende veel jaren uitgever en hoofdredacteur. De laatste uitgave, nummer 37, verscheen in  april 2010. 
Sinds het midden van de jaren tachtig kwam Bücker naar voren met onderzoek naar ongebruikelijke schaakopeningen. Hij ontwikkelde en gaf namen aan de Geier en de Habichd, twee zelden gespeelde varianten, die kunnen ontstaan vanuit de Benoni-Verdediging. In het Koningsgambiet onderzocht Bücker de weigering van het gambiet middels 2. ... Dd8-f6. Diens naam Nordwalder Variant herinnert aan Bückers eerdere schaakvereniging Königsspringer Nordwalde. 
In 1983 en 1988 was hij kampioen van Noordrijn-Westfalen, in 1984 was hij vijfde bij het Duits kampioenschap, in 1987 elfde. 
Op 11 september 2005 speelde Stefan Bücker mee in het Nordhorner Schaakfestival rapidschaak toernooi en behaalde daar 5 punten uit 7 ronden. 
In de Duitse bondscompetitie speelde hij van 1989 tot 1994 in de hoogste klasse voor de SF Dortmund Brackel 1930. 
Zijn oudere broer  Peter Bücker (1957–1990) was eveneens een sterke schaker en een  FIDE meester.

## Boeken
- Die Nordwalder Variante. Franckh, Stuttgart 1985, ISBN 3-440-05548-5.
- Gambit 59. Beyer Verlag, Nürnberg 1985
- Der Geier: ein hypermodernes Verteidigungskonzept gegen 1. d4. Franckh, Stuttgart 1986, ISBN 3-440-05603-1.
- Das neue Königsgambit. Franckh, Stuttgart 1986, ISBN 3-440-05692-9.
- Englund Gambit 1. d4 e5. Edition Mädler im Walter Rau Verlag, Düsseldorf 1988, ISBN 3-7919-0301-2.
- Groteske Schacheröffnungen: Wagnis mit Methode. Franckh, Stuttgart 1990, ISBN 3-440-05770-4.

## Externe koppelingen
- (en)   Informatie over schaakpartijen van Stefan Buecker op ChessGames.com
- (en)   Informatie over schaakpartijen van Stefan Buecker op 365chess.com
- (en)  FIDE-ratinggegevens voor Stefan Buecker